# If I Was a Cowboy
If I Was a Cowboy (с англ. — «Если б я была ковбоем») — песня американской кантри-певицы Миранды Ламберт, вышедшая 15 октября 2021 года в качестве ведущего сингла её девятого студийного альбома Palomino. Песня была написана Ламберт и Джесси Фрейзер, а спродюсирована Люком Диком и Джоном Рэндаллом.

## История
8 октября 2021 года Ламберт разместила видео на Instagram и представила своим поклонникам фрагмент песни. Она написала песню вместе с Фрейзером и сказала в пресс-релизе: «Мы познакомились, делая ремикс на „Tequila Does“, и мы с ним просто собрались вместе однажды днём, чтобы написать песню, и вот что из этого вышло. Забавно, он — детройтский парень, а я — жительница Восточного Техаса, но каким-то образом мы вместе написали песню о Диком Западе».
Эмили Ли из iHeart описала «If I Was a Cowboy» как «трек, вдохновленный Диким Западом». Анжела Стефано из Taste of Country объяснила, что песня о «тоске по жизни на Диком Западе».

## Отзывы
Композиция была одобрительно встречена музыкальными экспертами и обозревателями.
Кейси Янг из Whiskeyriff назвал песню «кантри-версией хита Бейонсе „If I Were a Boy“». Клейтон Эдвардс из Outsider сказал, что песня «[пропитана] классическим западным звучанием с современным уклоном», описав текст как «Ламберт мечтает о том, чтобы стать ковбоем».

## Музыкальное видео
На песню было снято два музыкальных видеоклипа. Первый клип был выпущен 15 октября 2021 года. В нём Ламберт показана «верхом на лошади, за рулем старинного пикапа» и наслаждающимся неспешной жизнью в стиле вестерна. Официальное видео было выпущено 12 января 2022 года, режиссером выступил Трей Фанджой. Он был снят в небольшом городке, расположенном в Техасе.

## Коммерческий успех
В апреле 2022 года сингл стал 18-м хитом Ламберт в Топ-10 кантри-чарта Hot Country Songs и вторым подряд после дуэта с Эль Кинг, “Drunk (And I Don’t Wanna Go Home)”, который достиг шестого места в Hot Country Songs и 16 апреля был № 1 в Country Airplay.

## Чарты

### Еженедельные хит-парады
| Чарт (2021—2022)                    | Высшая позиция |
| ----------------------------------- | -------------- |
| Канада (Billboard Canadian Hot 100) | 53             |
| Канада (Billboard Country)          | 3              |
| США (Billboard Hot 100)             | 53             |
| США (Billboard Country Airplay)     | 12             |
| США (Billboard Hot Country Songs)   | 8              |

## Сертификации
| Регион                                                                      | Сертификация | Продажи |
| --------------------------------------------------------------------------- | ------------ | ------- |
| США (RIAA)                                                                  | Золотой      | 500 000 |
| Данные о продажах + прослушиваниях приведены только на основе сертификации. |              |         |

## История релиза
| Регион | Дата            | Формат            | Лейбл | Ссылка |
| ------ | --------------- | ----------------- | ----- | ------ |
| Мир    | 15 октября 2021 | Цифровые загрузки | RCA   | [ 18 ] |
| США    | 18 октября 2021 | Кантри-радиоо     | RCA   | [ 19 ] |